# Buchnera chisumpae
Buchnera chisumpae är en snyltrotsväxtart som beskrevs av D. Philcox. Buchnera chisumpae ingår i släktet Buchnera och familjen snyltrotsväxter. Inga underarter finns listade i Catalogue of Life.